# Neopelma sulphureiventer
A Neopelma sulphureiventer a madarak osztályának verébalakúak (Passeriformes) rendjébe és a piprafélék (Pipridae) családjába tartozó faj.

## Rendszerezése
A fajt Carl Eduard Hellmayr osztrák ornitológus írta le 1903-ban, a Scotothorus nembe Scotothorus sulphureiventer néven.

## Előfordulása
Dél-Amerika nyugati részén, Bolívia, Brazília és Peru területén honos. Természetes élőhelyei a szubtrópusi és trópusi síkvidéki esőerdők, folyók és patakok környékén. Állandó, nem vonuló faj.

## Megjelenése
Testhossza 14 centiméter.

## Életmódja
Főleg rovarokkal táplálkozik, de fogyaszt gyümölcsöket is.

## Természetvédelmi helyzete
Az elterjedési területe nagy, egyedszáma viszont csökken, de még nem éri el a kritikus szintet. A Természetvédelmi Világszövetség Vörös listáján nem fenyegetett fajként szerepel.